# (34679) 2001 BH17
2001 BH17 (asteroide 34679) é um asteroide da cintura principal. Possui uma excentricidade de 0.18764190 e uma inclinação de 10.66742º.
Este asteroide foi descoberto no dia 19 de janeiro de 2001 por LINEAR em Socorro.